# 莱斯皮努瓦
莱斯皮努瓦（法語：Lespinoy）是法国北部-加来海峡大区加来海峡省的一个市镇，属于蒙特勒伊区康帕涅莱塞斯丹县。该市镇2009年时的人口为222人。

## 人口
莱斯皮努瓦人口变化图示
| 数据来源：INSEE |